# Скевоморфізм

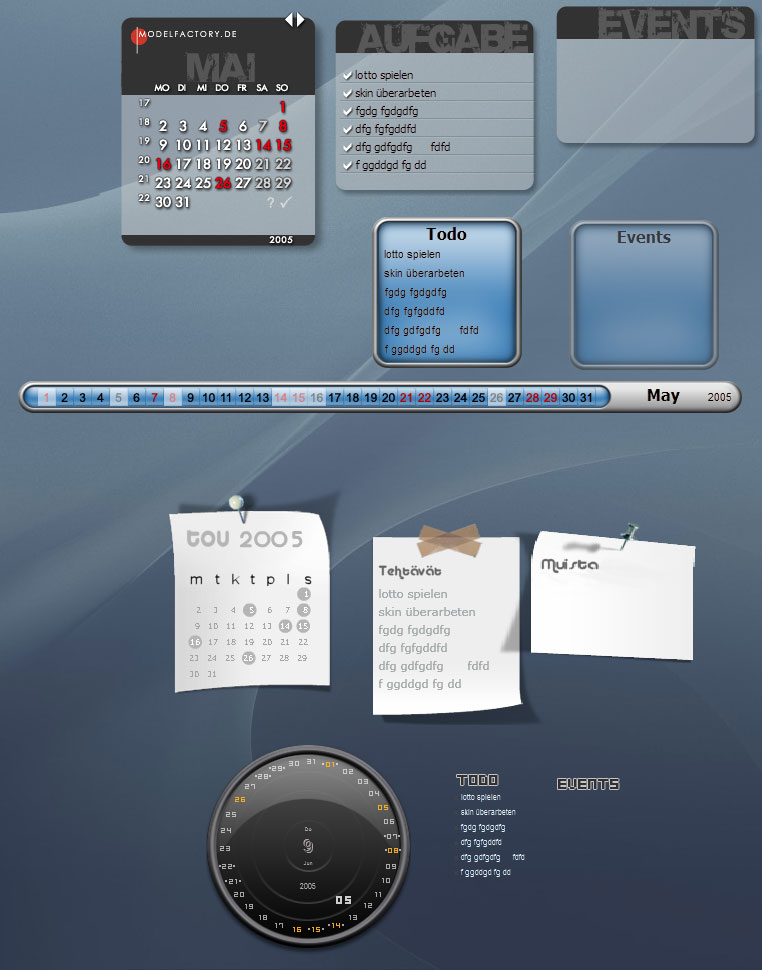
Віджети, що наслідують паперові нотатки

Скевоморф́ізм (грец. σκεῦος — «посудина», «інструмент», μορφή — «форма») — орнамент або елемент дизайну, який скопійовано з форми іншого об'єкту, але виготовлений з інших матеріалів або іншим методом. 
Наприклад, керамічні горщики, прикрашені імітацією заклепок, щоб імітувати аналогічні горщики, виготовлені з металу, чи прикладне програмне забезпечення «Календар», що імітує відривний (перекидний) календар. 